# Peripeti
Peripeti, klassisk grekiska: περιπέτεια, peripeteia, "plötslig vändpunkt", "plötslig förändring", avser en avgörande vändpunkt i ett antikt drama. Ett berömt exempel är när huvudpersonen i Sofokles tragedi Kung Oidipus inser sin härkomst. Peripeti var ett centralt begrepp i Aristoteles poetik. Att lyckan plötsligt vänder leder till rening, katarsis. I Sofokles drama Kung Oidipus sammanfaller peripetin med anagnorisis: den plötsliga insikten; den som drabbar Kung Oidipus när han inser att han själv är den mördare som han letar efter. Med peripeti kan menas en kraftig vändning eller en upplösning i en film.
Användandet av peripetier är primärt förknippat med de antika dramerna. I modern dramatik har fenomenet kommit att bli alltmer ovanligt.
Ordet har också använts inom politiken.